# Ducat de Baena

El Ducat de Baena és un títol nobiliari espanyol concedit pel rei Felipe II el 19 d'agost de 1566 a Gonzalo Fernández de Còrdova i Fernández de Còrdova, VII Senyor de Baena, V Comte de Cabra, III Duc de Sessa, III duc de Sant'Ángelo, III duc de Terranova, III duc de Andría, de la Casa d'Aguilar, net de Gonzalo Fernández de Còrdova, el "Gran Capità", .
El seu nom es refereix al municipi andalús de Baena, a la província de Còrdova.

## Ducs de Baena
1. 1566-1578: Gonzalo Fernández de Còrdova
2. 1578-1597: Francisca Fernandez de Cordoba
3. 1597-1606: Antonio Fernández de Còrdova i Cardona
4. 1606-1642: Luis Fernández de Córdova
5. 1642-1659: António Fernández de Córdova
6. 1659-1688: Francisco Fernández de Córdova
7. 1688-1709: Félix Fernandez de Cordoba i Cardona
8. 1709-1750: Francisco Javier Fernández de Córdova
9. 1750-1768: Buenaventura Francisca Fernández de Còrdova Folch de Cardona
10. 1768-1776: Ventura Osorio de Moscoso i Fernández de Còrdova
11. 1776-1816: Vicente Joaquín Osorio de Moscoso i Guzmán
12. 1816-1837: Vicente Ferrer Isabel Osorio de Moscoso i Alvarez de Toledo
13. 1837-1864: Vicente Pio Osorio de Moscoso
14. 1864-1918: María Rosalia Osorio de Moscoso i Carvajal
15. 1918-1953: Mariano Ruiz d'Arana i Osorio de Moscoso, XII marquès de Villamanrique.
16. 1953-1985: José María Ruiz d'Arana i Bauer, XIV marquès de Villamanrique, Gentilhombre Gran d'Espanya amb exercici i servitud del Rei Alfonso XIII.
17. 1985-2004: José Maria Ruiz d'Arana i Montalvo, XV marquès de Villamanrique, XVII duc de Sanlúcar la Major, V marquès de Brenes, XIV marquès de Castromonte, XI comte de Sevilla la Nova, V vescomte de Mamblas).
  - Va casar amb María Teresa Marone-Cinzano, filla de Enrico Eugenio Marone-Cinzano i de María Cristina de Borbó i Battenberg (filla d'Alfonso XIII). Li va succeir la seva filla:
18. 2004-: María Cristina Carmen Margarita Ruiz d'Arana i Marone-Cinzano